# ナトリウムイオン二次電池
ナトリウムイオン二次電池（ナトリウムイオンにじでんち、sodium-ion rechargeable battery）とは、非水電解質二次電池の一種で、電解質中のナトリウムイオンが電気伝導を担う二次電池である。正極にナトリウム金属酸化物を用い、負極にグラファイトなどの炭素材を用いるものが想定されている。単にナトリウムイオン電池、ナトリウムイオンバッテリー、Na-ion電池ともいう。

## 背景
1990年（平成2年）にソニーがリチウムイオン電池を実用化して以降、この方式のバッテリーの需要は飛躍的に増大し、リチウム資源の長期的な確保に懸念が生じるようになった。今後リチウムの需要が急増すれば、その価格上昇は避けられない。そこで、リチウムやコバルト、ニッケルといったレアメタルが不要で、地球上に豊富に存在するナトリウムをベースとしたバッテリーの将来性が近年注目されるようになっている。

## 動作原理・構造
動作原理やセル構造は、リチウムイオン二次電池と同様である。ナトリウム層状化合物を正極とし、電解液と正極の間でナトリウムイオンが移動することによって充放電が行われる。原理的には、リチウムイオン二次電池のリチウムイオンをナトリウムイオンに置き換えたものに相当する。ただし、物理的および電気化学的特性は異なるので、使用する材質も変わるものがある。

### 正極材料
2011年以降、高エネルギー密度のナトリウムイオン正極の開発が大きく進展した。ナトリウムイオン二次電池はリチウムイオン二次電池と同様に、インターカレーション反応によりナトリウムを蓄えることができる。
ナトリウム層状化合物は実際のところ遷移金属酸化物であり、多くの種類が候補としてあげられるが、コバルトを含むものとした場合、コバルト自体が高価な元素であるためナトリウムイオン電池の利点が損なわれる。そこでコバルトをニッケルに代替したものや、コバルトをマンガン、鉄に置きかえた化合物(NaNi0.5Mn0.5O2)などが候補に上がっている。また、硫化チタン(TiS2)はリチウムイオン電池にも採用されたことのある正極材であるが、ナトリウムイオン電池においても良好な特性を示す。
酸化物系の正極以外にも、ポリ酸を用いた正極の開発が研究されている。これらの正極は、かさばる二重構造のために、酸化物系正極よりもタップ密度が低くなることが予想されるが（結果的にナトリウムイオン電池のエネルギー密度に悪影響を与える）、そのような正極の多くではポリ酸のより強い共有結合により、サイクル寿命と安全性にプラスの影響を与え、より堅牢な正極になる。さらに、プルシアンブルー類似体やプルシアンホワイトも有力視される。

### 負極材料
リチウムイオン二次電池で多用されるグラファイトは、ナトリウムイオンを大量貯蔵できないため使用できない。代わりに、グラファイトのアモルファス同素体であるハードカーボンが有力視されている。ハードカーボンは放電によって電圧が変動するためリチウムイオン電池ではあまり用いられないが、比容量に劣るナトリウムイオン電池では高容量、低作動電位、良好なサイクル安定性といった特性を発揮するので有力な候補となる。実験では300mAh/gを記録し、300〜360mAh/gのリチウムイオン二次電池と同等であった。ハードカーボンを用いた最初のナトリウムイオン二次電池は2003年に実証され、放電時の平均電圧が3.7Vと高い値を示した。しかし、無定形炭素のアモルファスゆえの制御の難しさが課題である。
1980年代末に昭和電工のグループがナトリウムと鉛の合金を用いたが、エネルギー密度が低下し、また鉛の毒性が懸念されるためその後の例は見られない。スズやゲルマニウム、ビスマスといった金属薄膜を負極材に用いた方式を2000年代半ばに三洋電機のグループによって報告されている。近年、駒場らのグループによってスズのナノ粉末を用い、約500mAh/gの大容量かつ良好なサイクル特性が得られることが見出されている。
2000年代初頭、乱れた構造を持つハードカーボン系の炭素材が電気化学的にナトリウムを吸蔵、放出可能なことが見出され、Dahmらのグループはグルコース由来のハードカーボンを用い約300mA/gが得られたと報告している。2000年代半ばより、水酸基を伴った芳香環をもつ樹脂由来のハードカーボンが好適なことが報告されている。特にカリックスアレーン由来のハードカーボンにおいて約320mAh/gの大きな充放電容量と良好なサイクル特性が両立できることが見出されている。
低性能の負極については、他にもいくつか注目すべき開発が行われている。2015年には、グラファイトがエーテル系電解質中で溶媒のコインターカレーションによってナトリウムを貯蔵できることが発見された。100mAh/g程度の低容量が得られ、作動電位は比較的高かった。また、Na2Ti3O7やNaTiO2などのチタン酸ナトリウム相は、低い作動電位で約90〜180 mAh/gの容量が得られるが、サイクル安定性は現在のところ数百サイクルが限界である。これまでにも、合金反応機構や転換反応機構を利用してナトリウムを貯蔵する負極材料は数多く報告されているが、貯蔵サイクルを繰り返すうちに材料に発生する激しい応力-ひずみは、特に大型電池のサイクル安定性を大きく制限しており、費用対効果の高い方法で克服しなければならない大きな技術的課題となっている。2020年12月、東京理科大学の研究者はナノサイズのマグネシウム粒子で478mAh/gを達成した。

### 電解液
水系では低エネルギー密度になるため、非水系電解質を用いる。炭酸ジメチル、炭酸エチレン、炭酸プロピレンなどが候補となる。炭酸プロピレン溶媒、もしくは炭酸エチレンとジエチルカーボネートの混合溶媒は優れた特性を示し、100回以上充放電を繰り返しても容量劣化がほとんどない。また、ナトリウムはセミソリッドフロー電池の正極材としても検討されている。

### 電解質
ナトリウムをベースとした無機塩が選択肢となる。NaPF6やNaTFSAなどが有力視されている。他には、バインダーやセパレータにはポリフッ化ビニリデン（PVdF）などの高分子材料、集電体や外装にはアルミなどの非鉄金属が想定されている。

## 容量維持率
50サイクルの充放電で70%以上の容量維持が報告されている。

## 他の二次電池との比較
ナトリウムイオン電池は主要構成要素が地球上で豊富な金属資源のみで構成できることが最大の利点である。一方、エネルギー密度とサイクル回数が課題である。
|                          | ナトリウムイオン電池                                              | リチウムイオン電池                     | 鉛蓄電池            |
| ------------------------ | ----------------------------------------------------------------- | -------------------------------------- | ------------------- |
| コスト/kWh               | データなし。 リチウムイオン電池と同等かやや低いと推測されている。 | $137 (2020年).                         | $100–300            |
| 体積エネルギー密度       | 250–375 W·h/L（プロトタイプ）                                     | 200–683 W·h/L                          | 80–90 W·h/L         |
| 比エネルギー             | 75–150 W·h/kg（プロトタイプ）                                     | 120–260 W·h/kg                         | 35–40 Wh/kg         |
| 容量80%以上のサイクル数  | 最大数千                                                          | 3,500                                  | 900                 |
| 安全性                   | 高                                                                | 低                                     | 中                  |
| 原料                     | 地球上に豊富                                                      | 希少                                   | 適度                |
| サイクル安定性           | 高 (自然放電は無視できるレベル)                                   | 高 (同)                                | 中 (自然放電は多い) |
| 直流ラウンドトリップ効率 | 最大92%                                                           | 85–95%                                 | 70–90%              |
| 動作温度範囲             | −20 °C〜60 °C                                                     | 許容:−20 °C〜60 °C. 適正: 15 °C〜35 °C | −20 °C〜60 °C       |
| 1. 2. 3.                 |                                                                   |                                        |                     |

### 想定される用途
ナトリウムイオンは低コストで作成が可能というメリットから、大型電池に適している。電気自動車、風力、太陽光発電などの再生可能エネルギーの蓄電、余剰電力の蓄電など、スマートグリッド社会における重要なインフラとなる可能性を持っている。

### 製造工程
活性の高いナトリウムの反応を抑えるため、生産工程には 露点-80℃以下のグローブボックスが必要とされ、設備上の課題がある。

### 他の負極材とのエネルギー密度比較
理論エネルギー密度においてナトリウムはリチウムに劣っており、イオン半径も金属中で最小のリチウムイオンの方が動きやすくなる。しかしナトリウムも1価の陽イオンになる為、反応がシンプルでエネルギー密度以外のコストの面では優位性が有り、定置型蓄電池への需要が見込まれている。
| 金属/酸素 | 計算上の開放電圧, V | 理論上の貯蔵エネルギー Wh/kg （酸素を含む電池全体） | 理論上の貯蔵エネルギー Wh/kg （酸素を含まない） |
| --------- | ------------------- | --------------------------------------------------- | ----------------------------------------------- |
| Li/O2     | 2.91                | 5200                                                | 11140                                           |
| Na/O2     | 1.94                | 1677                                                | 2260                                            |
| Ca/O2     | 3.12                | 2990                                                | 4180                                            |
| Mg/O2     | 2.93                | 2789                                                | 6462                                            |
| Al/O2     | 2.71                | 4300                                                | 8100                                            |
| Zn/O2     | 1.65                | 1090                                                | 1350                                            |

## 実用化
2021年7月29日、電池メーカーである中国のCATLが、ナトリウムイオン電池（NIB）の商用化を開始するとオンラインで発表した。開発した第1世代のNIBセルの重量エネルギー密度は160Wh/kgであり、3元系リチウムイオン電池（LIB）が同240〜270Wh/kg、CATLの主力製品であるリン酸鉄（LFP）系LIBが同180〜200Wh/kgであることに対して、かなり低い値となっていた。一方、急速充放電性能は一般的なLIBより高く、15分で80％以上を充電できるとする。加えて、－20℃の低温環境でも定格容量の90％を利用できるという。さらにはたとえ－40℃といった極寒の環境でも電池として動作するとした。また、LIBとNIBを並列に接続して1つのパッケージに集積した「ABバッテリーパックソリューション」も合わせて発表した。ただし、充放電サイクル寿命や量産規模などは明らかにしなかった。
2025年3月、エレコムはナトリウムイオン二次電池を採用した世界初のモバイルバッテリー製品の発売を発表した。リチウムイオン二次電池製品に対し、緩やかな化学反応と内部温度上昇の低さによる発火リスクの小ささ、-35℃から50℃までという広い温度環境への対応、約5000回の長サイクル寿命といったメリットを謳っている。一方、エネルギー密度の低さから大型で重く、新素材のため高価格といったデメリットがある。電気用品安全法のPSEマークも発表時点で未取得であったが、同等の安全評価を行っているとした。